# Hammarby Idrottsförening Fotboll 2017
Questa voce raccoglie le informazioni riguardanti l'Hammarby Idrottsförening, meglio conosciuto come Hammarby IF o semplicemente Hammarby, nelle competizioni ufficiali della stagione 2017.

## Maglie e sponsor
Per il terzo anno di fila lo sponsor tecnico è Puma. Come l'anno precedente lo sponsor è LW, azienda produttrice di materiali per l'edilizia.

Le classiche righe verticali biancoverdi ritornano dopo un triennio in cui la prima maglia era stata prevalentemente bianca. Il retro è interamente verde. Anche la seconda maglia richiama il passato, con il ritorno delle strisce verticali gialle e nere che erano state usate come prima divisa tra il 1918 e il 1977 (lo Johanneshovs IF si fuse con l'Hammarby nel 1918 a patto di utilizzare i suoi colori gialloneri per almeno 60 anni) ma anche come seconda divisa in alcune delle stagioni successive.
| Casa | Trasferta |  |

## Rosa
| N. |                      | Ruolo | Calciatore                     |
| -- | -------------------- | ----- | ------------------------------ |
| 1  | Islanda (bandiera)   | P     | Ögmundur Kristinsson           |
| 1  | Svezia (bandiera)    | P     | Johan Wiland                   |
| 2  | Islanda (bandiera)   | D     | Birkir Sævarsson               |
| 3  | Svezia (bandiera)    | D     | Richard Magyar                 |
| 4  | Danimarca (bandiera) | C     | Bjørn Paulsen                  |
| 6  | Ghana (bandiera)     | D     | Joseph Aidoo                   |
| 6  | Svezia (bandiera)    | D     | Oscar Krusnell                 |
| 7  | Svezia (bandiera)    | A     | Imad Khalili                   |
| 8  | Svezia (bandiera)    | C     | Johan Persson                  |
| 8  | Danimarca (bandiera) | C     | Jeppe Andersen                 |
| 9  | Svezia (bandiera)    | D     | Stefan Batan                   |
| 10 | Svezia (bandiera)    | C     | Kennedy Bakircioglu (capitano) |
| 11 | Islanda (bandiera)   | C     | Arnór Smárason (vice capitano) |
| 14 | Norvegia (bandiera)  | C     | Fredrik Torsteinbø             |
| 16 | Brasile (bandiera)   | A     | Rômulo                         |

| N. |                     | Ruolo | Calciatore                      |
| -- | ------------------- | ----- | ------------------------------- |
| 17 | Gambia (bandiera)   | A     | Pa Dibba                        |
| 18 | Svezia (bandiera)   | C     | Rebin Asaad                     |
| 19 | Gabon (bandiera)    | C     | Serge-Junior Martinsson Ngouali |
| 21 | Norvegia (bandiera) | A     | Sander Svendsen                 |
| 22 | Svezia (bandiera)   | A     | Muamer Tanković                 |
| 23 | Svezia (bandiera)   | D     | Marcus Degerlund                |
| 25 | Svezia (bandiera)   | P     | Tim Markström                   |
| 26 | Svezia (bandiera)   | C     | Dušan Jajić                     |
| 27 | Svezia (bandiera)   | P     | Benny Lekström                  |
| 28 | Ghana (bandiera)    | C     | Gershon Koffie                  |
| 33 | Croazia (bandiera)  | D     | Mario Musa                      |
| 34 | Svezia (bandiera)   | C     | Leo Bengtsson                   |
| 77 | Norvegia (bandiera) | D     | Mats Solheim                    |
| 90 | Svezia (bandiera)   | C     | Jiloan Hamad                    |

## Risultati

### Allsvenskan

#### Girone di andata
| Arbitro: | Kristoffer Karlsson (Höganäs) |

|                             |           |              |
| Andersson 24’ Dagerstål 41’ | Marcatori | 90+1’ Rômulo |

| Arbitro: | Kaspar Sjöberg (Malmö) |

|               |           |           |
| Paulsen 90+4’ | Marcatori | 14’ Diouf |

| Arbitro: | Jonas Eriksson (Sigtuna) |

|               |           |                        |
| Johansson 14’ | Marcatori | 18’ Smárason 79’ Dibba |

| Stoccolma 23 aprile 2017, ore 15:00 4ª giornata | Hammarby                   | 0 – 0 referto | GIF Sundsvall | Tele2 Arena\| Arbitro: \| Magnus Lindgren (Göteborg) \| |
| Arbitro:                                        | Magnus Lindgren (Göteborg) |               |               |                                                         |

| Arbitro: | Stefan Johannesson (Täby) |

|             |           |                  |
| Boman 90+1’ | Marcatori | 42’ (aut.) Rogne |

| Arbitro: | Kaspar Sjöberg (Malmö) |

|                                                  |           |  |
| Paulsen 46’ Dibba 66’ Paulsen 78’ Smárason 90+1’ | Marcatori |  |

| Arbitro: | Bojan Pandžić (Göteborg) |

|                        |           |                        |
| Gero 72’ Hopcutt 90+4’ | Marcatori | 62’ Martinsson Ngouali |

| Arbitro: | Patrik Eriksson (Gävle) |

|               |           |                    |
| Kinoshita 86’ | Marcatori | 7’ Hamad 11’ Hamad |

| Arbitro: | Johan Hamlin (Bro) |

|              |           |                |
| Smárason 51’ | Marcatori | 68’ Tinnerholm |

| Arbitro: | Magnus Lindgren (Göteborg) |

|          |           |                |
| Thor 12’ | Marcatori | 45’ Torsteinbø |

| Arbitro: | Kristoffer Karlsson (Höganäs) |

|                         |           |                     |
| Dibba 18’ Solheim 90+1’ | Marcatori | 74’ Kozica 77’ Ayuk |

| Arbitro: | Andreas Ekberg (Bjärred) |

|                                   |           |             |
| Rômulo 58’ Rômulo 83’ Dibba 90+3’ | Marcatori | 32’ Engvall |

| Arbitro: | Jonas Eriksson (Sigtuna) |

|                                  |           |  |
| Farnerud 45’ Paulinho 56’ (rig.) | Marcatori |  |

| Arbitro: | Stefan Johannesson (Täby) |

|                                    |           |               |
| Torsteinbø 40’ Dibba 49’ Dibba 66’ | Marcatori | 83’ Hines-Ike |

| Arbitro: | Mohammed Al-Hakim (Västerås) |

|                                           |           |  |
| Lundevall 4’ J. Nilsson 12’ Lundevall 37’ | Marcatori |  |

#### Girone di ritorno
| Arbitro: | Bojan Pandžić (Göteborg) |

|                         |           |                |
| Paulsen 21’ Paulsen 54’ | Marcatori | 28’ Gustavsson |

| Arbitro: | Stefan Johannesson (Täby) |

|                   |           |  |
| Thelin 27’ (rig.) | Marcatori |  |

| Arbitro: | Glenn Nyberg (Borlänge) |

|              |           |                          |
| Smárason 90’ | Marcatori | 57’ Ojala 90+5’ Paulinho |

| Arbitro: | Kaspar Sjöberg (Malmö) |

|                             |           |                                |
| Rômulo 29’ Hamad 79’ (rig.) | Marcatori | 33’ Ghoddos 90+3’ (rig.) Nouri |

| Arbitro: | Patrik Eriksson (Gävle) |

|  |           |                                   |
|  | Marcatori | 8’ Paulsen 56’ Svendsen 67’ Dibba |

| Eskilstuna 26 agosto 2017, ore 16:00 21ª giornata | AFC Eskilstuna                | 0 – 0 referto | Hammarby | Tunavallen\| Arbitro: \| Kristoffer Karlsson (Höganäs) \| |
| Arbitro:                                          | Kristoffer Karlsson (Höganäs) |               |          |                                                           |

| Arbitro: | Jonas Eriksson (Sigtuna) |

|           |           |              |
| Dibba 54’ | Marcatori | 45+3’ Olsson |

| Arbitro: | Johan Hamlin (Bro) |

|                                                 |           |  |
| Rakip 21’ Berget 49’ Rakip 62’ Jeremejeff 90+4’ | Marcatori |  |

| Arbitro: | Mohammed Al-Hakim (Västerås) |

|                              |           |              |
| Bakircioglu 58’ Svendsen 61’ | Marcatori | 54’ Diskerud |

| Arbitro: | Bojan Pandžić (Göteborg) |

|            |           |             |
| Olsson 53’ | Marcatori | 41’ Paulsen |

| Arbitro: | Stefan Johannesson (Täby) |

|  |           |                             |
|  | Marcatori | 7’ Jakobsen 34’ Þórarinsson |

| Arbitro: | Mohammed Al-Hakim (Västerås) |

|                             |           |  |
| Solheim 79’ (aut.) Ring 88’ | Marcatori |  |

| Arbitro: | Patrik Eriksson (Gävle) |

|                                     |           |                                       |
| Hamad 17’ Svendsen 22’ Svendsen 85’ | Marcatori | 34’ Maholli 55’ Andersson 61’ Maholli |

| Arbitro: | Mohammed Al-Hakim (Västerås) |

|                  |           |                                                      |
| Moros Gracia 17’ | Marcatori | 42’ Svendsen 52’ Svendsen 68’ Paulsen 90+1’ Smárason |

| Arbitro: | Johan Hamlin (Bro) |

|              |           |                                       |
| Tanković 12’ | Marcatori | 26’ Keita 71’ Mathisen 85’ Haraldsson |

### Svenska Cupen 2016-2017

#### Gruppo 7
| Arbitro: | Nermin Cisic (Värnamo) |

|                         |           |                                            |
| Funes 45’ Ahmetovic 71’ | Marcatori | 14’ Dibba 17’ (rig.) Bakircioglu 38’ Hamad |

| Arbitro: | Mohammed Al-Hakim (Västerås) |

|                                     |           |                                                    |
| Sævarsson 12’ Hamad 26’ Dibba 90+5’ | Marcatori | 4’ Altemark Vanneryr 10’ Söderström 70’ Söderström |

| Arbitro: | Bojan Pandžić (Göteborg) |

|          |           |  |
| Aiesh 6’ | Marcatori |  |

### Svenska Cupen 2017-2018
| Arbitro: | Patrik Eriksson (Gävle) |

|           |           |                                           |
| Sosseh 6’ | Marcatori | 30’ Bengtsson 44’ Tanković 90+2’ Svendsen |